# Седжвік (Канзас)
Седжвік (англ. Sedgwick) — місто (англ. city) в США, в округах Гарві і Седжвік штату Канзас. Населення — 1603 особи (2020).

## Географія
Седжвік розташований за координатами 37°54′57″ пн. ш. 97°25′17″ зх. д. / 37.91583° пн. ш. 97.42139° зх. д. (37.915740, -97.421388).  За даними Бюро перепису населення США в 2010 році місто мало площу 3,65 км², уся площа — суходіл.

## Демографія
Згідно з переписом 2010 року, у місті мешкало 1695 осіб у 611 домогосподарстві у складі 440 родин. Густота населення становила 464 особи/км².  Було 643 помешкання (176/км²).
Расовий склад населення:
| - 95,8 % — білих - 0,5 % — корінних американців - 0,3 % — азіатів - 0,2 % — чорних або афроамериканців - 1,5 % — осіб інших рас |

До двох чи більше рас належало 1,7 %. Частка іспаномовних становила 4,4 % від усіх жителів.
За віковим діапазоном населення розподілялося таким чином: 29,6 % — особи молодші 18 років, 55,5 % — особи у віці 18—64 років, 14,9 % — особи у віці 65 років та старші. Медіана віку мешканця становила 37,0 року. На 100 осіб жіночої статі у місті припадало 92,2 чоловіків;  на 100 жінок у віці від 18 років та старших — 94,9 чоловіків також старших 18 років.
Середній дохід на одне домашнє господарство  становив 75 969 доларів США (медіана — 64 167), а середній дохід на одну сім'ю — 81 435 доларів (медіана — 72 560). Медіана доходів становила 42 857 доларів для чоловіків та 36 929 доларів для жінок. За межею бідності перебувало 10,4 % осіб, у тому числі 9,4 % дітей у віці до 18 років та 24,2 % осіб у віці 65 років та старших.
Цивільне працевлаштоване населення становило 924 особи. Основні галузі зайнятості: освіта, охорона здоров'я та соціальна допомога — 32,9 %, виробництво — 16,5 %, будівництво — 10,6 %, фінанси, страхування та нерухомість — 6,1 %.

## Історія
До приходу європейців земля Канзасу була населена індійськими племенами. 1803 року велика частина сучасного Канзасу перейшла до США в рамках купівлі Луїзіани. 1861 року Канзас став 34-им штатом США. 1867 року був заснований округ Седжуїк. 1872 року був заснований округ Гарві.
Місто Седжвік (як і округ) було назване на честь Джона Седжвіка, генерал-майора армії північних штатів часів Громадянської війни.